# Pantonyssus nigriceps
Pantonyssus nigriceps là một loài bọ cánh cứng trong họ Cerambycidae.